# Az út vége (film, 2022)
Az út vége (eredeti cím: End of the Road) 2022-ben bemutatott amerikai bűnügyi thriller, melyet Christopher J. Moore és David Loughery forgatókönyvéből Millicent Shelton rendezett. A főbb szerepekben Queen Latifah, Ludacris, Mychala Lee, Shaun Dixon és Beau Bridges látható.
2022. szeptember 9-én mutatta be a Netflix.

## Cselekmény
Brenda Freeman két gyermekével, Kellyvel és Cammel Los Angelesből Houstonba költözik, miután férje rákban meghalt. Brenda testvére, Reggie is csatlakozik hozzájuk a költözésük során, hogy édesanyjukkal élhessenek, amíg jobb anyagi helyzetbe kerülnek.
Az országot átszelő útjuk során a család konfliktusba keveredik néhány gazemberrel, akik feldühödnek, mert Kelly elutasította flörtölő viselkedésüket. Brenda bocsánatot kér a lány nevében is a férfiaktól, és tovább folytatják útjukat.
Két férfi visszaszerzi a Sinola-kartell készpénzét a titokzatos "Mr. Cross" számára. Az egyik férfi, Harvey, lelövi társát, majd elhajt a pénzzel.
A család megáll egy arizonai motelben, ahol lövést hallanak a szomszédos szobából. Brenda, aki ápolónő, a másik szobába siet, ahol Harvey épp elvérzik. Harvey meghal, Reggie pedig felfedezi a készpénzzel teli táskát és titokban magához veszi. Miután a rendőrség másnap reggel kihallgatja őket, Freemanék elhagyják a motelt. A helyi seriff, J.D. Hammers felhívja Brendát és egy pénzzel teli táska után érdeklődve arra kéri, térjen vissza a motelbe és válaszoljon néhány kérdésre. Brenda elutasítja a kérést és kijelenti, már mindent elmondott a rendőrségnek, amit tudott. Ezután rejtélyes hívást kap Mr. Cross egyik alkalmazottjától, de azt hiszi, átverésről van szó. Brenda később felfedezi a pénzzel teli táskát és ragaszkodik a pénz visszajuttatásához. Brenda újabb hívást kap az alkalmazottól, aki a pénzük visszaadását követeli. Brenda megérti, milyen veszélyben van a családja és közli a telefonálóval, vissza akarja adni a pénzt, de a saját feltételei szerint. A nő elviszi egy másik motelba a pénzt, ahol Mr. Cross majd átveheti azt.
Abban a hitben, hogy megszabadult a bajtól, Brenda elviszi a családot egy közös programra, ahol Camet elrabolják. Cross felhívja Brendát és követeli, vigye oda a pénzt, ahová ő utasítja, máskülönben megöli Camet. Brenda Reggie gondjaira bízza Kellyt és visszatér a fogadóba, de a pénz eltűnt. Észrevesz egy fiatal nőt elmenekülni a táskával. Üldözőbe veszi, és egy motoros banda lakókocsiparkjában köt ki, ahol a lány leüti Brendát.
Hammers felkeresi Reggie-t és Kellyt, segítségüket kérve az ügy megoldásában, különben Brenda és Cam meghalhatnak. Hammers a farmjára viszi őket. Brenda megszökik, megtámadva fogvatartóit. Amikor megtudják, a pénz Mr. Crossé, az életüket kockáztatva visszaadják azt. Ezután Cam megmentésére indul. Hammers, Reggie és Kelly megérkeznek a férfi farmjára, ahol bemutatja őket a feleségének, Valnak. Hammers kinyitja a csomagtartóját, hogy felfedje a megkötözött Camet, és elmondja nekik, ő Mr. Cross. A házaspár bezárja őket a pincébe.
Hammers, azaz Mr. Cross felhívja Brendát, hogy adja át a pénzt. A három Freemannek sikerül lecsalnia Hammert a pincébe, ahol elkábítják. Val közbelép, egy ollóval megszúrja Reggie-t, de az felülkerekedik rajta. Amikor Brenda megérkezik, úgy döntenek, kidobják a pénzt és távoznak. Hammerék kiszabadítva magukat üldözőbe veszik Freemanéket azzal a szándékkal, hogy megöljék őket az elvarratlan szálak érdekében. Amikor Hammerék utolérik őket, Val megpróbálja elütni Brendát, de Brenda egy jelzőrakétát lő a kocsijukba. Hammers véletlenül fejbe lövi Valt a puskájával, majd autójával egy fának ütközik és a becsapódás következtében ő is meghal.
Freemanék továbbutaznak Texasba. Egy étteremnél megállva Reggie felajánlja, ő fizet mindent, és elárulja, elvitte a táska készpénzt, ami már nem tartozik senkihez. Freemanék reggeli közben ünneplik új életük kezdetét.

## Szereplők
| Szerep                   | Színész            | Magyar hang    |
| ------------------------ | ------------------ | -------------- |
| Brenda Freeman           | Queen Latifah      | Kocsis Mariann |
| Reggie Freeman           | Ludacris           | Patkós Márton  |
| Kelly Freeman            | Mychala Faith Lee  | Pekár Adrienn  |
| Cam Freeman              | Shaun Dixon        | Vida Bálint    |
| Val Hammers              | Frances Lee McCain | Horváth Zsuzsa |
| J.D. Hammers / Mr. Cross | Beau Bridges       | Papp János     |

## A film készítése
A Netflix 2022. február 3-án mutatta be Az út végét a Super Bowl LVI keretében sugárzott promóciós filmelőzetesben. Millicent Shelton rendező kifejezte szándékát, hogy a filmmel "új műfajt" hoz létre, és hogy a film az afroamerikaiak elleni rasszizmust tükrözze. A főszerepet játszó Queen Latifah Shakim Compere mellett vezető producerként is közreműködött, így Az út végét az első olyan thriller, amelynek Latifah volt a producere.
A forgatás nagyrészt Új-Mexikóban zajlott.

## Fordítás
- Ez a szócikk részben vagy egészben  az   End of the Road (2022 film) című angol Wikipédia-szócikk fordításán alapul.  Az eredeti cikk szerkesztőit annak laptörténete sorolja fel. Ez a jelzés csupán a megfogalmazás eredetét és a szerzői jogokat jelzi, nem szolgál a cikkben szereplő információk forrásmegjelöléseként.